# ツーソン国際空港
ツーソン国際空港（ツーソンこくさいくうこう、英語: Tucson International Airport）は、アメリカ合衆国のアリゾナ州ツーソンにある国際空港。

## 沿革
1919年、アメリカで初めて基礎自治体が所有する空港として開港。1928年、アメリカン航空の前身の一つスタンダード航空が商業運行を開始した。1930年、航空郵便の定期運行が始まった。1948年、空港運営組織ツーソン航空公社が設立され、現在の場所に移転した。
1961年、メキシコとの国際線が就航。1963年、新しいターミナルが完成し、6社が乗り入れる国際空港に生まれ変わった。1985年、ターミナルが改築・拡張された。

## 就航航空会社と就航都市

### 国内線
| 航空会社                   | 就航地 |
| -------------------------- | --- |
| アラスカ航空               | シアトル 季節運航 : オレンジ・カウンティ、ポートランド、サクラメント                                                       |
| アメリカン航空             | シカゴ/ORD、ダラス/フォートワース、フェニックス/スカイハーバー                                                             |
| アメリカン・イーグル       | ロサンゼルス/LAX、フェニックス/スカイハーバー                                                                              |
| デルタ航空                 | アトランタ 季節運航 : ミネアポリス/セントポール、シアトル                                                                  |
| デルタ・コネクション       | ロサンゼルス/LAX、ソルトレイクシティ 季節運航 : シアトル                                                                   |
| フロンティア航空           | デンバー、ラスベガス |
| サウスウエスト航空         | シカゴ/MDW、ダラス/ラブフィールド、デンバー、ヒューストン/ホビー、ラスベガス、ロサンゼルス/LAX、サクラメント、サンディエゴ |
| サンカントリー航空         | 季節運航 : ミネアポリス/セントポール                                                                                       |
| ユナイテッド航空           | デンバー、ヒューストン/インターコンチネンタル 季節運航 : シカゴ/ORD、サンフランシスコ                                      |
| ユナイテッド・エクスプレス | デンバー、ヒューストン/インターコンチネンタル、サンフランシスコ 季節運航 : シカゴ/ORD                                      |

### 貨物便
| 航空会社                         | 就航地                                |
| -------------------------------- | ------------------------------------- |
| アメリフライト                   | ノガレス、フェニックス/スカイハーバー |
| フェデックス・エクスプレス       | メンフィス                            |
| フレイトランナーズ・エクスプレス | ファーゴ                              |
| DHLアビエーション                | シンシナティ、ロサンゼルス/LAX        |